# Zenaida et Philonella de Tarse
Saintes Zenaida et Philonella de Tarse (autour de 100 apr. J.-C.) sont, selon la tradition biblique, les premières médecins chrétiennes d'après Luc l'évangéliste. Elles sont particulièrement vénérées dans le christianisme oriental.
Zenaida et Philonella de Tarse sont deux sœurs, nées dans une famille juive lettrée. Le nom de Zenaida est dérivé du grec : Ζηναις, Zenais, "de Zeus". Cousines de l'apôtre Paul, elles sont instruites et baptisées dans la foi chrétienne par leur frère Jason, évêque de leur ville natale. En entrant dans l'académie philosophique de Tarse, elles se consacrent à l'étude de la médecine. 
Elles s'installent ensuite dans les montagnes autour du Mont-Pélion, près de Demetriada, en Thessalie. Cette région est réputée pour ses sources curatives et ses sanctuaires dédiés à la divinité grecque Asclepius. Les médecins qui y pratiquent s'adressent aux riches, facturent des montants exorbitants pour leurs services et augmentent leurs revenus avec la vente d'amulettes et de charmes magiques.
Les sœurs s'opposent à la coutume en vigueur. Elles localisent une grotte avec une source thermale, installent une chapelle et des cellules pour elles-mêmes et ouvrent une clinique où elles traitent tous ceux qui viennent chez elles, indépendamment de leur capacité de payer.
Philonella se consacre à la médecine expérimentale et ses recherches tentent de séparer la médecine de la superstition. Zenaida se consacre d'abord à la pédiatrie, puis au traitement des troubles psychiatriques. Quand elles ne travaillent pas, les deux sœurs consacrent leur vie à la prière.
Les récits de leur mort diffèrent. Selon un récit, elles sont lapidées à mort par des païens. Selon un autre, elles ont une fin pacifique.
Elles sont commémorées le 11 octobre.